# Champion (série télévisée)
 (mai 2018).
Si vous disposez d'ouvrages ou d'articles de référence ou si vous connaissez des sites web de qualité traitant du thème abordé ici, merci de compléter l'article en donnant les références utiles à sa vérifiabilité et en les liant à la section « Notes et références ».
Champion est une série télévisée belge en dix épisodes de 52 minutes diffusée à partir du 15 mai 2018 sur La Une. Auteurs: Mustapha Abatane, Hicham El Ghazi, Omar Harrak Semati, Julie Bertrand, Monir ait Hamou et Thomas François. Réalisée par Thomas Francois et Monir ait Hamou.

## Synopsis
Une série autour de Souliman Romeyda, star mondiale du football. Une étoile filante qui a touché les sommets avant d'exploser en plein vol. Son ego surdimensionné, son manque de professionnalisme et son côté flambeur auront raison de celui qu'on appelait "El Magnifico". Sans club et sans sponsor, alors qu'il fête ses 33 ans, Souli va-t-il rebondir ou crever dans son coin?

## Distribution
- Mourade Zeguendi : Souliman Romeyda
- Joffrey Verbruggen : Fab'
- Erico Salamone : Gabriel Mendosa
- Pablo Andres : Cocu
- Nola Tilman : Sarah Romeyda
- Lygie Duvivier : Kirsten
- Raphaël Charlier : Patrick Lavacceri
- Sandra Zidani : Christine Despoote
- Alexia Depicker : Mona
- Alice Hubball : Agnès
- Oussama Benali : Bibi
- Samuel Di Napoli: Kévin
- Jean-Paul Dermont : Willy
- Mehdi Benhadou : Jérémie
- Michel Lecomte : lui-même
- Benjamin Deceuninck : lui-même
- Rodrigo Beenkens : lui-même
- Vincent Collin : Le Recruteur

## Épisodes
1. Y avait pas faute
2. L'art oseur, art osé
3. Quand tu courais
4. Sexy Tape
5. Un Souli de Gala
6. Mercator
7. Time Out
8. 8-Clos
9. Mon précieux
10. Un paris risqué